# Un survivant de la Préhistoire
Un survivant de la Préhistoire (titre original : A Relic of the Pliocene) est une nouvelle américaine de Jack London publiée aux États-Unis en 1901.

## Historique
La nouvelle est publiée initialement dans le magazine Collier's Weekly le 12 janvier 1901, avant d'être reprise dans le recueil La Foi des hommes en avril 1904.

## Éditions

### Éditions en anglais
- A Relic of the Pliocene, dans le magazine Collier's Weekly en janvier 1901.
- A Relic of the Pliocene, dans le recueil The Faith of Men & Others Stories, New York ,The Macmillan Co, avril 1904.

### Traductions en français
- Une relique préhistorique, traduit par Mme la Comtesse de Galard, in L’Appel de la forêt, recueil, Juven, 1906.
- Un survivant de la Préhistoire, traduction de Louis Postif, in L’Appel de la forêt et autres histoires du pays de l’or, recueil, 10/18, 1973.
- Un survivant de la Préhistoire, traduction de Louis Postif, in Le Dieu tombé du ciel, recueil, 10/18, 1975.
- Un survivant de la Préhistoire, traduction de Louis Postif, in Parole d’homme, recueil, Phébus, 2003.